# Suta ordensis
Suta ordensis là một loài rắn trong họ Rắn hổ. Loài này được Storr mô tả khoa học đầu tiên năm 1984.